# Seznam hrvaških dirigentov
Seznam hrvaških dirigentov.

## A
- Srećko Albini
- Božidar Antonić
- Valerijan Antunović
- Gjuro Arnold

## B
- Krešimir Baranović (1894–1975)
- Nikša Bareza (1936–2022)
- Mladen Bašić
- Silvije Bombardelli
- Matko Brajša Rašan (1859-1934)
- Vilim Brož

## C
- Jakov Cipci
- Kruno Cipci
- Josip Cvitanović

## Č
- Zlatko Černjul
- Ivo Čižek

## D
- Nikola Debelić (1934–2020)
- Pavle Dešpalj
- Ivan Dražinić

## F
- Tomislav Fačini
- Nikola Faller
- Ladislav Fidri (Fidry)
- Dinko Fio
- Nikola Furlanić

## G
- Igor Gjadrov
- Ivan Gorenšek (zborovodja slov. rodu)
- Jakov Gotovac
- Pero Gotovac (1927–2017)

## H
- Josip Hatze
- Davorin Hauptfeld
- Oton Hauska (Otto Hauška) (1809–1868)
- Václav Vlastimil Hausmann
- Robert Herzl (1913-41)
- Bojan Hohnjec (jazz-glasbenik pred 2.sv.v.)
- Miroslav Homen
- Dragutin Honsa (Karel Honza)
- Milan Horvat (1919–2014)

## J
- Đura Jakšić (1924–1991) (hrvaško-srbski)
- Antonio Janigro (1918-1989) (italijansko-hrvaški violončelist, dirigent, pedagog)
- Josip Janković
- Zoran Juranić (1947-)
- Đelo Jusić (1939-)

## K
- Fedor Kabalin
- Alfons (Alfi) Kabiljo
- Dragutin (Karl) Kaiser
- Vinko Kalačić
- Nikica Kalogjera
- Stipica (Stjepan) Kalogjera (1934–2025)
- Milko Kelemen (1924–2018)
- Davorin Kempf (1947-)
- Berislav Klobučar
- Ante Kopitović
- Milivoj Körbler
- Vladimir Kranjčević
- Karlo Kraus
- Igor Kuljerić
- Jordan Kuničić
- Vinko Kuničić

## L
- Ladislav Leško
- Ivo Lipanović

## M
- Franjo Maćejovski (Maciejovski, Matějovský; František)
- Miroslav Magdalenić
- Marijan Makar
- Dušan Marčelja
- Julio Marić
- Adalbert Marković
- Vilim Marković
- Lovro von Matačić
- Stjepan Mihaljinec
- Stanko (Šanto) Mihovilić
- Rudolf Matz
- Nello Milotti
- Lav Mirski
- Darko Mondecar
- Maks Mottl

## O
- Krešimir (Krešo) Oblak
- Krsto Odak

## P
- Boris Papandopulo
- Ino Perišić
- Antun Petrušić
- Antun Poljanić
- Ferdo Pomykalo
- Božo Potočnik
- Zlatko Potočnik
- Miljenko Prohaska
- August Putarek

## R
- Josef Raha
- Ivan Repušić
- Fridrik Rukavina

## S
- Milan Sachs (1884-1968) (češki jud)
- Tomica Simović (1931-2014) (jazz, zabavna glasba...)

## Š
- Berislav Šipuš
- Josip Škorjanec
- Stjepan Šulek
- Vjekoslav Šutej
- Rikard Švarc

## T
- Andrija Tomašek (1919-2019)

## V
- Loris Voltolini

## Z
- Ivan pl. Zajc